# Walter Krysmann
Walter Krysmann (* 6. September 1929 in Skalung; † 30. August 1984) war ein deutscher Offizier und Generalmajor der Nationalen Volksarmee (NVA) der DDR. 

## Leben
Der Sohn einer Arbeiterfamilie begann nach dem Besuch der Volksschule eine Drogistenlehre. In den letzten Kriegstagen 1945 wurde als 15-Jähriger als letztes Aufgebot Soldat der Wehrmacht. Er wurde dort als Flakhelfer eingesetzt. 
1945 wurde er Mitglied der KPD, 1946 der FDJ und der SED. Nachdem er die ersten Nachkriegsjahre als Hilfsarbeiter, Beifahrer und später Kraftfahrer im Stahl- und Walzwerk Riesa erlebte, trat er an seinem 20. Geburtstag am 6. September 1949 in die Reihen der Deutschen Volkspolizei ein. Hier absolvierte er von 1949 bis 1951 als Kursant die Volkspolizeischule Berlin-Treptow. Von 1951 bis 1952 diente er dann in mehreren VP-Bereitschaften als Offizier in Leipzig, Potsdam und Großenhain.  
Walter Krysmann gehörte zu den ersten Offizieren der Kasernierten Volkspolizei (KVP), die 1952 ein 4-jähriges Studium an der Frunse-Militärakademie der sowjetischen Streitkräfte in Moskau begannen. Nach Abschluss dieses Studiums erfolgte sein Einsatz als Stellvertreter des Stabschefs der 1. Mot Schützendivision der NVA. Von 1958 bis 1959 war er Leiter der Unterabteilung Operativ dieser Division in Potsdam. Von 1960 bis 1963 war er, ebenfalls in der 1. MSD, als Stellvertreter des Kommandeurs und Stabschef eingesetzt.
Von 1963 bis 1966 führte Oberst Krysmann diese Division nunmehr als Kommandeur. Von 1966 bis 1968 folgte ein zweites Studium in der UdSSR, diesmal an der Akademie des Generalstabes der sowjetischen Streitkräfte „Woroschilow“. Nach Abschluss erfolgte erneut der Einsatz als Kommandeur einer Division. 
Als Divisionskommandeur der 9. PD wurde Krysmann am 7. Oktober 1969 vom Vorsitzenden des Nationalen Verteidigungsratese der DDR, Walter Ulbricht, zum Generalmajor ernannt. 1973 wurde Walter Krysmann mit der Dienststellung des Stellvertreters des Chefs des Militärbezirk III (Leipzig) und Chef Ausbildung betraut. Ab 1974 folgte dann der Einsatz als Stellvertreter des Chefs des Militärbezirkes V (Neubrandenburg) und Chef des Stabes.
Von 1977 bis 1984 bekleidete Krysmann die Dienststellung des 1. Stellvertreters des Chefs der Militärakademie „Friedrich Engels“ in Dresden. Gleichzeitig war er Vorsitzender der Armeesportgemeinschaft (ASG) der Militärakademie.

## Auszeichnungen
- 1973 Vaterländischer Verdienstorden in Bronze[3] und 1983 in Silber
- Kampforden „Für Verdienste um Volk und Vaterland“ in Gold